# Sbarramento Rocchetta
Lo Sbarramento Rocchetta o semplicemente il forte Rocchetta (in tedesco Straßensperre Rocchetta) è una fortezza austro-ungarica che si trova nel comune di Ton presso la località omonima. L'opera appartiene al subrayon III del grande complesso di fortificazioni austriache al confine italiano.

## Storia
Faceva parte della prima fase costruttiva delle fortezze austriache al confine italiano e venne realizzato tra il 1860 e il 1864 dopo la seconda guerra d'indipendenza italiana e la perdita della Lombardia.  Aveva la funzione di tagliata stradale per proteggere Trento da un eventuale attacco proprio dalla Lombardia attraverso il passo del Tonale e la val di Non.
Fu mantenuto in funzione fino allo scoppio della prima guerra mondiale: quando verso la fine del 1915 i comandi austroungarici si resero conto che un attacco italiano in grande stile attraverso il passo del Tonale era sempre meno probabile, fu declassato a magazzino e disarmato.
Dopo la guerra passò al Regio Esercito che lo usò come magazzino e polveriera. Il 27 dicembre 1922, a causa probabilmente di un errore nel maneggiamento di qualche esplosivo, fu distrutta la parte della strada bassa da una serie di esplosioni. I ruderi furono quasi subito abbattuti e poi ulteriormente cancellati dalla rettifica della strada statale 43.
Oggi del forte rimane solamente la parte della base occidentale che si sta cercando in qualche modo di recuperare.

## Struttura

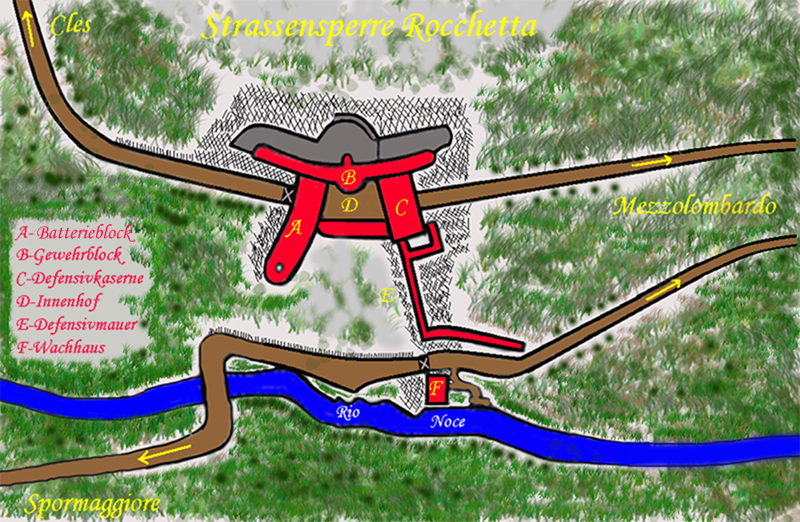
Piantina schematica della tagliata stradale Rocchetta

La struttura del forte era composta da un edificio principale a nord dove erano installate le batterie dei cannoni. Due ali si spingevano verso sud e insieme a una caponiera delimitavano un cortile interno. La strada principale per Cles correva attraverso le due ali e il cortile del forte.
Una scala compresa tra due muri muniti di feritoie scendeva verso valle collegando il forte ad una postazione di guardia per bloccare la sottostante strada per Spormaggiore.

## Armamento
Inizialmente l'armamento era composto da 11 cannoni da 150 mm M61, di cui 8 rivolti verso la Val di Non e 3 verso la Piana Rotaliana, in seguito ad un ammodernamento furono sostituiti da quattro cannoni da 90 mm M75 e due mortai da 150 mm M80.